# Louis Rosier
Louis Claude Rosier (5 de novembro de 1905 – 29 de outubro de 1956), foi um automobilista francês.
Em 1949, venceu o Grande Prêmio da Bélgica e em 1950, venceu as 24 Horas de Le Mans ao volante de um Talbot-Lago, formando equipe com o seu filho.